# Empar Pagès Pinsach
Empar Pagès Pinsach   (Siurana, 1956) és la primera dona de l'estat espanyol en obtenir el títol de pilot d'helicòpter.
Mentre estudiava per ser controladora aèria, va fer un curs de vol sense motor i va decidir orientar la seva professió al vol. Va obtenir títol de pilot d'helicòpter l'any 1980, i després es va dedicar a la fotografia aèria. Va dirigir una base a Màlaga, va viure als Estats Units, i va tornar a Barcelona el 1992. Llavors va patir un accident de trànsit que va estroncar la seva trajectòria professional.